# Yang Jun-ah
Yang Jun-ah (kor. 양준아; * 13. Juni 1989) ist ein südkoreanischer Fußballspieler.

## Karriere
Yang Jun-ah erlernte das Fußballspielen in den Schulmannschaften der Seil Middle School und der Janghoon High School sowie in der Universitätsmannschaft der Korea University. Seinen ersten Profivertrag unterschrieb er am 1. Januar 2010 bei den Suwon Samsung Bluewings. Das Fußballfranchise aus Suwon spielte in der ersten koreanischen Liga, der K League 1. Mit den Bluewings gewann er 2010 den Korean FA Cup. Im Endspiel besiegte man Busan IPark mit 1:0. Nach 15 Erstligaspielen wechselte er im Juli 2011 zum Ligakonkurrenten Jeju United nach Jeju-si. Von Juli 2012 bis Dezember 2012 wurde er an die ebenfalls in der ersten Liga spielenden Chunnam Dragons ausgeliehen. Für das Franchise aus Gwangyang absolvierte er neun Erstligaspiele. Von April 2013 bis Januar 2015 spielte er beim Zweitligisten Sangju Sangmu FC. Zu den Spielern des Vereins aus Sangju zählen südkoreanische Profifußballer, die ihren zweijährigen Militärdienst ableisten. Mit Sanju feierte er am Ende der Saison die Meisterschaft der zweiten Liga. Nach Vertragsende bei Jeju wechselte er im Januar 2016 zum Erstligisten Jeonnam Dragons. Hier stand er bis Ende 2018 unter Vertrag. Ende 2018 musste er mit den Dragons in die zweite Liga absteigen. Nach dem Abstieg verließ er die Dragons und schloss sich für zwei Jahre dem Erstligisten Incheon United an. Für das Franchise aus Incheon stand er 30-mal in der ersten Liga auf dem Spielfeld. Ende 2020 wurde sein Vertrag nicht verlängert. Zur Saison 2021/22 ging er nach Thailand. Hier unterschrieb er einen Vertrag beim Police Tero FC. Der Verein aus der thailändischen Hauptstadt Bangkok spielte in der ersten Liga, der Thai League. Für dem Hauptstadtverein absolvierte er sieben Erstligaspiele. Im Februar 2022 kehrte er nach Südkorea zurück. Hier schloss er sich in Gimpo dem Drittligisten Gimpo FC an. In der Saison 2022 bestritt er 17 Ligaspiele für den Klub. Nach der Saison wurde sein Vertrag nicht verlängert. Zu Beginn der Saison 2023 schloss er sich dem Drittligisten Gangneung Citizen FC an.

## Erfolge
Suwon Samsung Bluewings
- Korean FA Cup: 2010

Sangju Sangmu FC
K League Challenge: 2013